# Claude Paillard

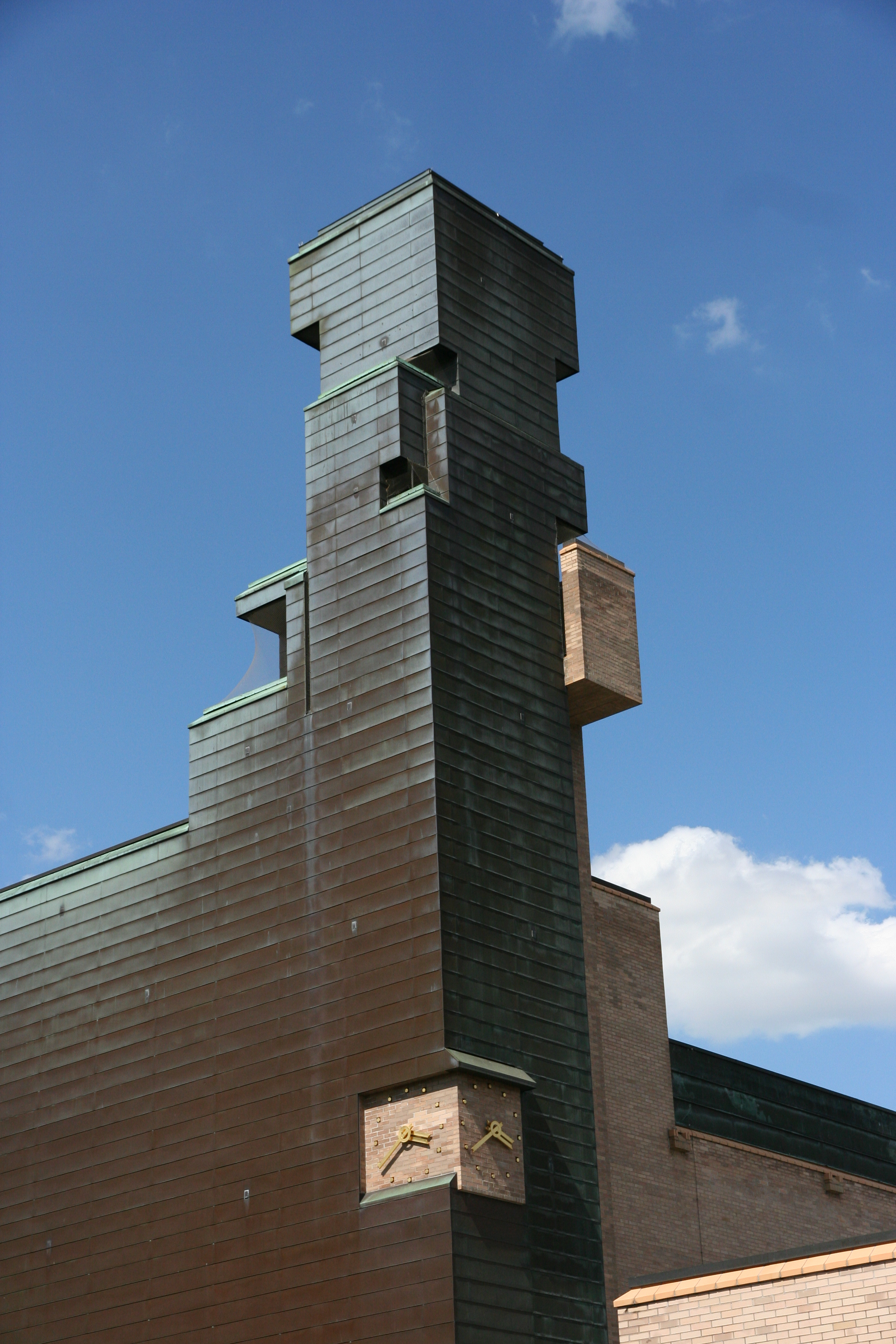
Turm der Kirche Saatlen

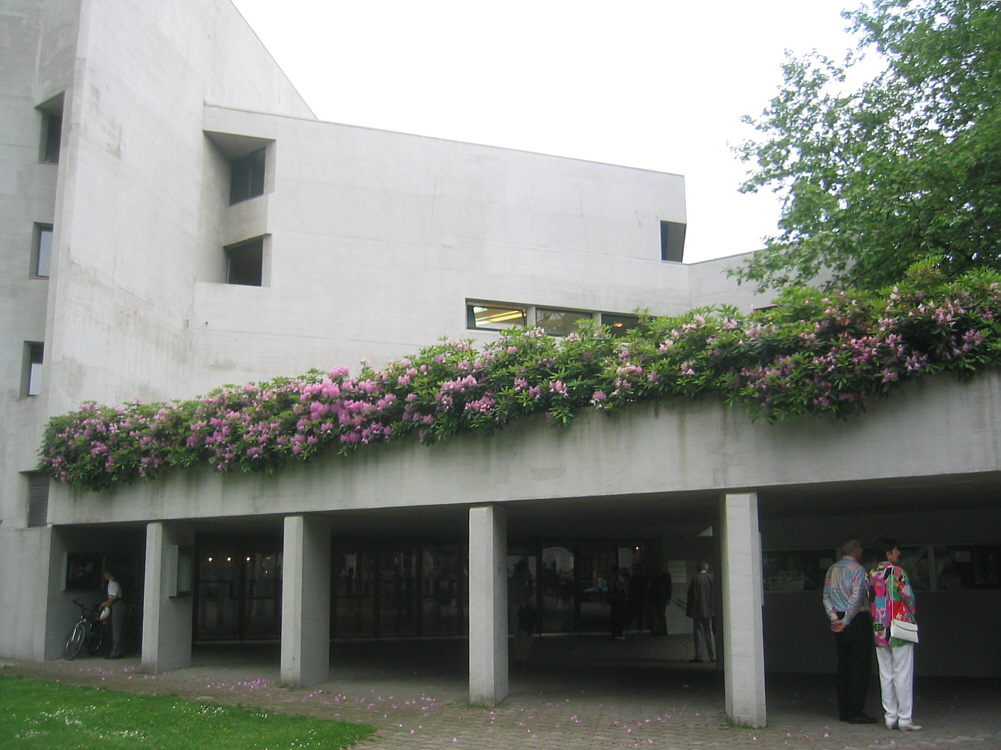
Theater St. Gallen

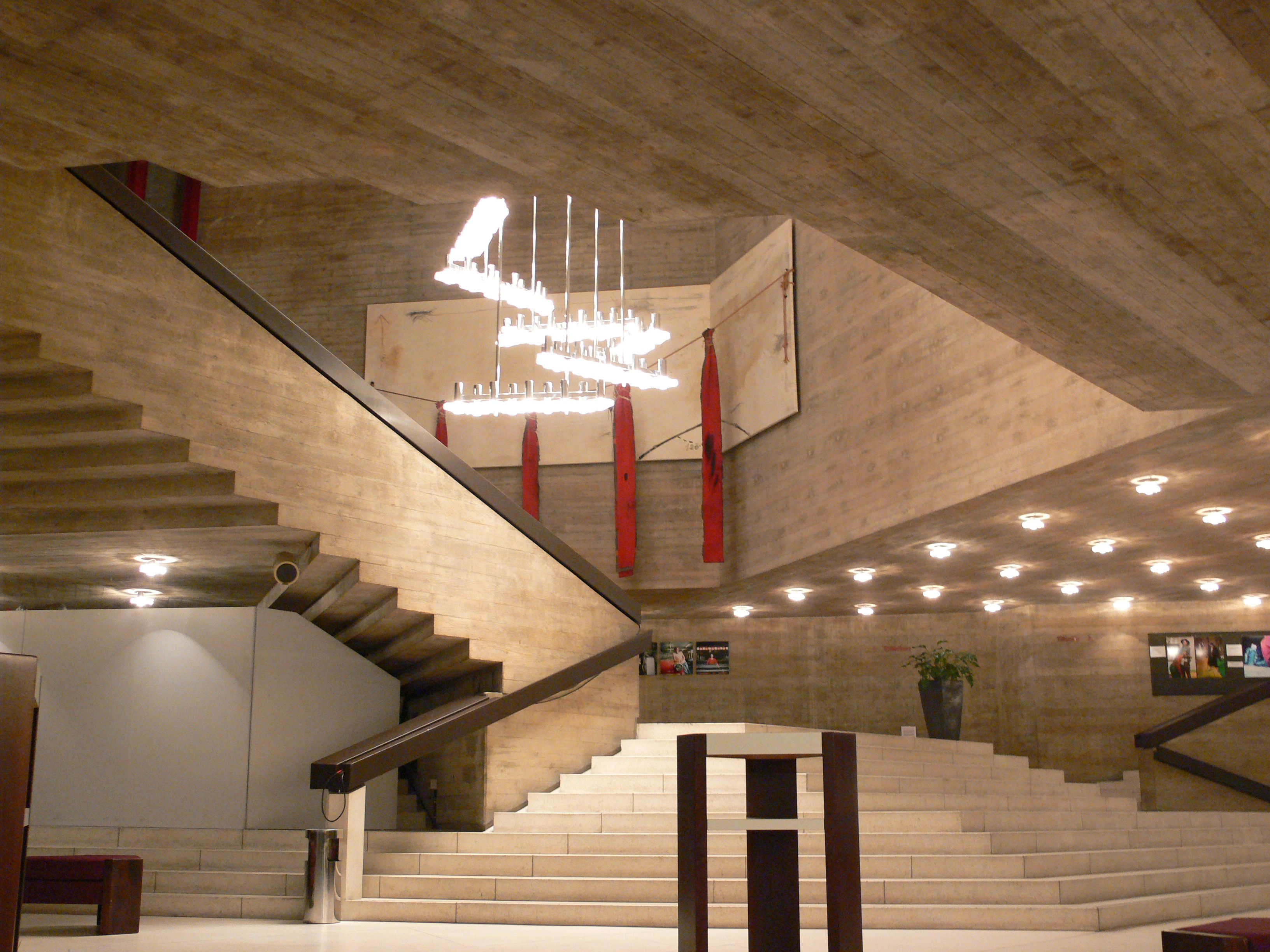
Theater St. Gallen, Innenraum

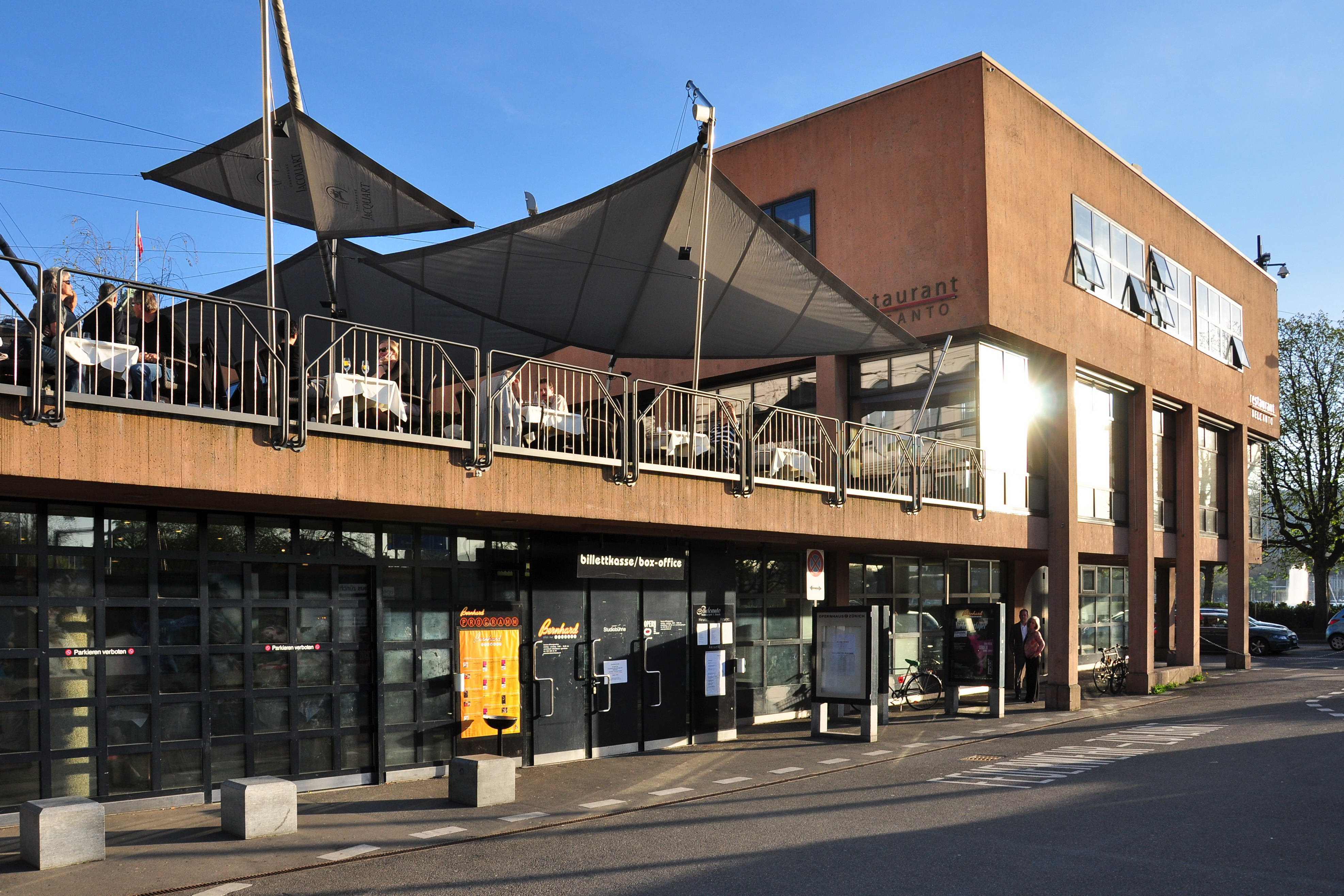
Bernhard Theater, Zürich

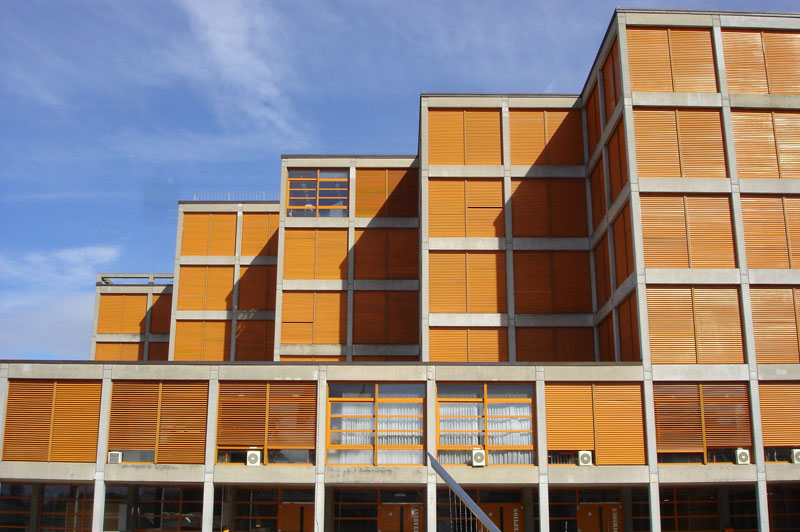
Ingenieurschule, Yverdon-les-Bains

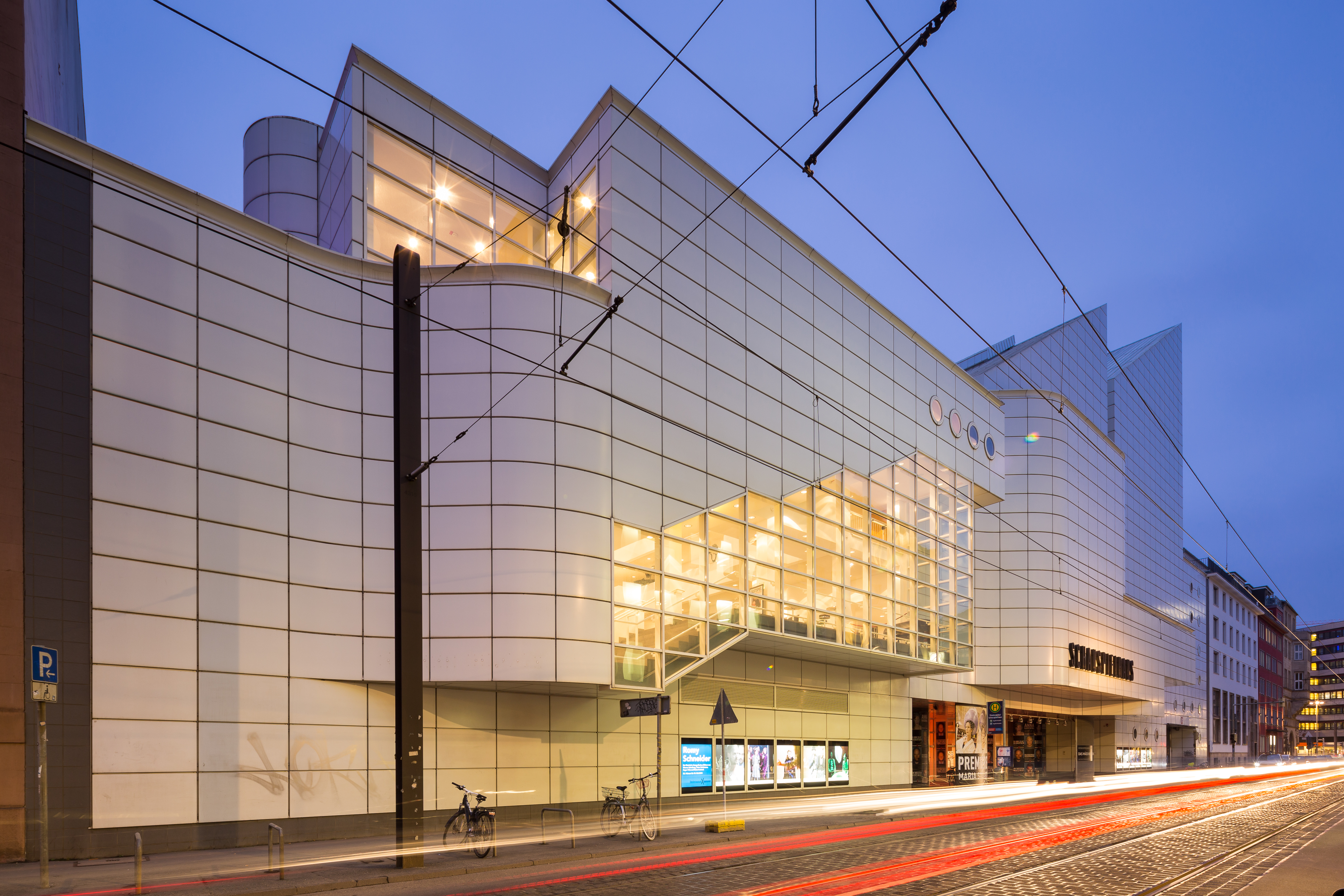
Schauspielhaus Hannover

Claude Paillard (* 7. Mai 1923 in Zürich; † 8. Juli 2004 ebenda; heimatberechtigt in Sainte-Croix VD) war ein Schweizer Architekt.

## Leben
Nach einem Architekturstudium an der ETH Zürich bei Friedrich Hess, William Dunkel und Hans Hofmann gründete Paillard 1947 mit ehemaligen Studienkollegen das Architekturbüro CJP Cramer+Jaray+Paillard, das er bis 1966 führte. Ab 1981 arbeitete Paillard mit Peter Leemann, der ab 1962 schon bei CJP mitgearbeitet hatte, Robert und Gaby Bass sowie Werner Rafflenbeul zusammen, worauf es 1987 zur Gründung der Paillard, Leemann und Partner AG kam.

## Bauten
Paillards bekanntester Bau dürfte das in den Jahren 1961–1968 erbaute Theater St. Gallen sein, dessen Gestaltung durch die durchgehend konsequente Verwendung des regelmässigen Sechsecks und somit von 60°-Winkeln geprägt ist. In der Folge erhielt Paillard zahlreiche Einladungen zu Ausschreibungen im In- und Ausland. Seine Theatergebäude fanden in der Öffentlichkeit allerdings ein geteiltes Echo. So wurde das Theater St. Gallen im Wahlkampf als «hässlicher Betonklotz» bezeichnet, und die in den Jahren 1982–1984 erbaute Erweiterung des Opernhauses Zürich mit dem Neubau des Bernhard-Theaters bekam aufgrund des rosa gefärbten Betons in der Bevölkerung den Spitznamen «Fleischkäse».

### Als Partner der Architektengemeinschaft Cramer Jaray Paillard
- 1955–1957: Pavillonschule Chriesiweg in Zürich[2]
- vor 1957: Siedlungsbauten in Rekingen und Schwamendingen
- 1958–1962: Kantonsschule, Schüpfheim[3]
- 1956–1964: Kirche Saatlen, Zürich-Schwamendingen

### Eigene Bauten
- 1959–1960: Terrassenhaus in Zü̈rich-Witikon (mit Peter Leemann)[4]
- 1961–1968: Theater St. Gallen
- 1965: Kirchgemeindehaus in Horgen
- 1965: genossenschaftliche Wohnüberbauung Grüzefeld in Winterthur
- um 1965: Kirchgemeindehaus Winterthur-Töss
- um 1965: Primar- und Oberstufenschulhaus in Mattenbach
- 1972–1975: Wohnsiedlung Heuried in Zürich-Wiedikon[5]
- 1975: Ingenieurschule in Yverdon-les-Bains
- 1982–1984: Erweiterung des Opernhauses Zürich
- 1992: Schauspiel Hannover
- 1979–1997: Operation Center, Flughafen Zürich

## Auszeichnungen und Preise
- 1955 Auszeichnung für gute Bauten der Stadt Zürich für die Pavillonschule Chriesiweg
- 1965: Auszeichnung für gute Bauten der Stadt Zürich für Kirche Saatlen, Zürich-Schwamendingen[6]
- 1981: Architekturpreis Beton für Ingenieurschule, Yverdon-les-Bains